# Weatherford
Weatherford là một công ty dịch vụ dầu khí Thụy Sĩ. Tập đoàn này chuyên cung cấp thiết bị khoan thăm dò, khoan khai thác, thẩm định, hoàn thiện và xử lý kỹ thuật trong ngành dầu khí. Tập đoàn có mặt ở hơn 100 quốc gia và có tổng cộng 60.000 nhân viên trên toàn thế giới.
Tháng 11/2013, Bộ tư pháp Hoa Kỳ phán quyết tập đoàn này phải nộp phạt hơn 252 triệu USD cho Chính phủ Mỹ, với cáo buộc hối lộ, vi phạm các quy định kiểm soát xuất khẩu và lệnh trừng phạt của Hoa Kỳ đối với Iran, Cuba và các nước khác.